# Émile Sinoir
Émile Maxime Sinoir, né à Laval le 9 août 1860, décédé le 2 mai 1943 à Laval, était un agrégé de lettres et professeur de rhétorique du Lycée de Laval de 1885 à 1930. Il fut le premier président du club omnisports du Stade lavallois en 1902.

## Biographie

### Origine
Émile Sinoir est le fils de Maxime Martin Sinoir, vétérinaire et de Joséphine Cordier. 

### Etudes
Ses parents le font entrer au lycée de Laval 1867. Il est l'élève de M. Romand, qui homme consciencieux et simple, est pour Sinoir à l'origine de sa vocation de professeur. Il y effectue ses études. 
Après une année de rhétorique supérieure au Lycée Louis Le Grand, il entre ensuite à l'école normale supérieure en 1882, il est reçu en 1885 à l'agrégation de lettres. Il est le condisciple de Joseph Bédier et Emile Mâle, et de l'historien Gustave Glotz.

### Professeur
Il est  nommé professeur de rhétorique au Lycée de Laval en septembre 1885, appelé par son ancien proviseur Léopold Follioley. L'annuaire des Anciens élèves du Lycée indique que c' était un enseignant brillant, d'une droiture et gentillesse exemplaire. Il jouissait d'un immense prestige auprès de ses élèves ; le grec, le latin, le français, tout étaot pour lui matière à découvertes,et à digressions éblouissantes. Ses élèves obtinrent des succès retentissants, comme Carle Bahon.
Il est membre de l'École française d'Athènes. En mars 1902, il donne trois conférences sur le thème de l'éducation à l'Hôtel de ville de Laval, dont le texte est publié la même année, sous le titre De l'éducation des garçons dans la démocratie.
En 1918, il est le professeur particulier d'André Weil, lors du passage de sa famille à Laval. Il est désigné dans la biographie d'André Weil comme un grand humaniste, avec lequel il correspondra quelque temps après ses cours particuliers.

### Association et Sports
Il est fait le 14 janvier 1922 chevalier de la Légion d'honneur.
Il participe à la Croix-Rouge, à l'oeuvre des condamnés libérés et de l'enfance en danger moral, et à l'Association des Anciens Eleves du Lycée de Laval, dont il est président. Il est l'auteur d'une histoire sur le Lycée de Laval.

### Artiste
Artiste, il est l'auteur de nombreux croquis, dessins et portraites dont quelques-uns ont été offerts au Musée-école de la Perrine par Mme Hintzy-Schloesser, sa nièce. Adrien Bruneau indique qu' Emile Sinoir présentait de magnifiques dons d'observation et de mémoire pittoresque, qualités essentielles de l'artiste. Il possédait aussi à un haut degré le pouvoir de synthèse du caricaturiste.
Une rue porte son nom à Laval, par délibération du Conseil Municipal du 28 novembre 1958.

## Publications
- Georges Savary. 10 mai 1861-17 février 1886., Biographie, signée : Auguste Salles. - Discours prononcés à ses funérailles par Émile Sinoir, Victor Delbos et l'abbé Follioley, Extraits de ses œuvres., Laval : impr. de L. Moreau, 1887, In-8° , 49 p., portrait ;
- Comité de patronage de libérés, conférence faite au siège social de la société de gymnastique La Lavalloise, le 14 octobre 1893, Imprimerie mayennaise, 1893, 14 p. ;
- À propos des asiles permanents : essai d'une solution pratique, janvier 1899, in Revue pénitentiaire, Bulletin de la Société générale des prisons, 23e année,  ;
- De l'éducation des garçons dans la démocratie, Goupil, Coll. Histoire de l'éducation en France, 104 p., Laval, 1902, Trois conférences données à l'Hôtel de ville de Laval, les 2, 9 et 23 mars 1902  ;
- L'Assistance par le travail, conférence donnée à l'Hôtel-de-ville de Laval, le 5 mars 1905, Laval : Impr. mayennaise, 1905, In-8° , 36 p. ;
- A la mémoire du Révérend Père Albéric de Thury-Harcourt, 1862-1911, Impr. E. Aubin, 1912, 48 p.
- Académie de Rennes. Lycée de garçons et collège de jeunes filles de Laval. Les Devoirs de la jeunesse française après la guerre, discours prononcé à la distribution des prix, le 13 juillet 1916, par M. Sinoir,... Paris : E.-M. Lelièvre, 1916, In-8° , 15 p. ;
- Pour la France ; Alfred Joubaire ; Carnet de route d'un fantassin. Préface de Fortunat Strowski, Notice de E. Sinoir, 1917, Perrin, 285 p. ;
- Histoire du collège et du lycée de Laval, 2 volumes, Goupil, Laval, 1936, 440 + 382 p.

## Sources
- Un centenaire, Les nouvelles de Laval et de la Mayenne, 20 juillet 1960.
- Annuaire de l'Association des Anciens élèves du Lycée de Laval.